# Sivac
Sivac (serbisch-kyrillisch : Сивац) ist eine Kleinstadt in der Opština Kula, Vojvodina, Serbien. Hauptstadtteile sind Stari Sivac (Alt Sivac), der früher vorwiegend von Serben bewohnt war und Novi Sivac, in dem zunächst meist Donauschwaben lebten. Heute gibt es eine außergewöhnlich große Zahl Montenegriner in der Stadt.